# Oribatella shaldybinae
Oribatella shaldybinae är en kvalsterart som beskrevs av Rjabinin 1974. Oribatella shaldybinae ingår i släktet Oribatella och familjen Oribatellidae. Inga underarter finns listade i Catalogue of Life.